# Auchmacoy Dovecot

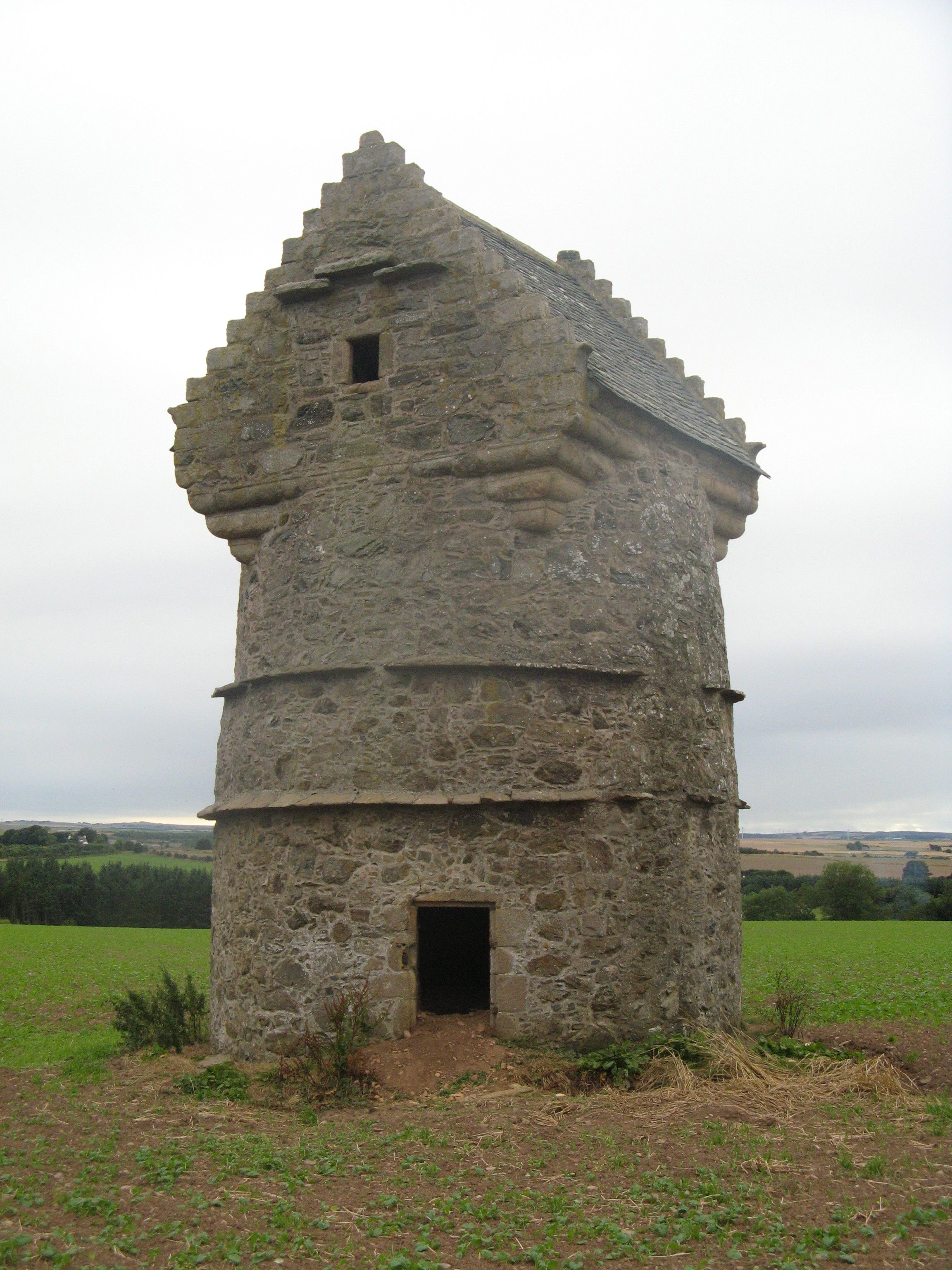
Auchmacoy Dovecot

Der Auchmacoy Dovecot ist ein Taubenturm nahe der schottischen Ortschaft Ellon in der Council Area Aberdeenshire. 1971 wurde das Bauwerk in die schottischen Denkmallisten in der höchsten Denkmalkategorie A aufgenommen.

## Beschreibung
Der Auchmacoy Dovecot wurde im Jahre 1638 errichtet. Er zählt zu den architekturhistorisch wichtigsten Taubentürmen in Aberdeenshire.
Der Turm steht isoliert abseits der A90 rund 2,5 Kilometer östlich von Ellon. Der für die Taubenhaltung ungewöhnlich gestaltete Turm besitzt einen runden, fassähnlichen Körper mit zwei umlaufenden, schlichten Gurtgesimsen. Von diesem kragt ein länglicher Körper aus, der mit einem steil geneigten, schiefergedeckten Satteldach mit Staffelgiebeln aus hellem Granit schließt. Die Wasserspeier sind mit skulpturierten Gesichtern ausgeführt.
Die Nistkästen sind in die Innenwände eingelassen und heute weitgehend zerstört. Unterhalb des Turms wurde ein Mausoleum für den im Jahre 1866 verstorbenen Thomas Buchan eingerichtet.